# Överljushastighet

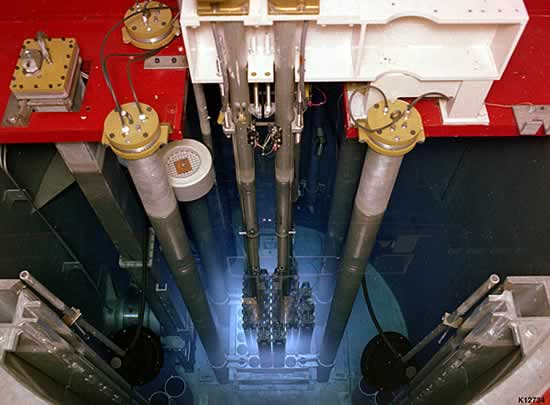
Det blå skimret i kärnreaktorns bränslebassäng är Tjerenkovstrålning, eller Tjerenkovljus, som orsakas av elektroner som har högre hastighet än vad ljuset har i vatten.

Med överljushastighet avses kommunikation, rörelse, samfärdsel eller rymdresor med en hastighet som är högre än ljusets (cirka 300 000 kilometer per sekund). Detta är inte möjligt enligt gängse fysik, men förekommer ofta i science fiction. 

## Spekulationer om och möjligheter till överljusfärder
Det spekuleras mycket kring hur det skulle gå till att sända information eller en eventuell farkost snabbare än ljuset. 
- Fara igenom eller tillverka ett maskhål: Ett maskhål ses som en ”genväg” genom rumtiden från en plats i universum till en annan. Maskhålen skulle möjliggöra resor från den ena änden till den andra snabbare än ljuset behöver längs dess vanliga väg. Detta är ett fenomen i allmänna relativitetsteorin. För att konstruera ett maskhål måste rumtidens topologi förändras. Detta kan bli möjligt, när den så kallade kvantgravitationen uppdagats. För att hålla ett maskhål öppet krävs det regioner med negativ energi. Sådan exotisk materia med negativ energi kanske däremot inte står att finna. Många fysiker som Stephen Hawking,[1] Kip Thorne,[2] och andra[3][4][5] tror dock att Casimireffekten är belägg på att negativ energitäthet är möjlig i naturen. Fysiker har däremot inte hittat någon naturlig process, som skulle kunna förutsägas bilda ett maskhål naturligt i allmän relativitetssammanhang, även om kvantskum-hypotesen ibland förknippas med att pyttesmå maskhål skulle kunna dyka upp och försvinna spontant på planckskalan. Hawking har vidare antytt att om maskhål kan tillverkas, så kan de användas till att öppna tidslika luckor i rumtiden, vilka skulle kunna ge en möjlighet att även resa i tiden. Enligt allmänna relativitetsteorin skulle det dock inte vara möjligt att använda ett maskhål för att resa tillbaks till en tid, innan maskhålet först förvandlades till en tidsmaskin genom att accelerera en av dess två mynningar.[6]

Andra spekulationer/teorier och möjligheter:
- Revidera speciella relativitetsteorin som förutsäger att ingenting kan färdas fortare än ljuset. Den uttrycks i Lorentztransformationen från 1904.
- Få ljuset att öka farten.
- Hitta ett fenomen som rör sig snabbare än ljushastigheten, såsom universums expansion i sin förmodade tidigaste utvecklingsfas.
- Exceptionell energiomvandling genom annihilation av antimateria under kontrollerade former som i Startrek-filmernas drivsystem. Energin som frigörs där leds till warphärdar, som alstrar en "warpbubbla", inne i vilken rumtiden böjs. Själva rymdskeppet färdas inte snabbare än ljusets hastighet, utan det är sträckan mellan start och destination som förkortas.[7]

## Takyoner
Takyoner är hypotetiska partiklar med överljusfart. Takyoner har en imaginär massa, men utgör likväl verklig energi och rörelsemängd. Många fysiker tvivlar på takyonernas existens. Dessa "partiklar" ger oss utöver kausalitetsproblem även problem med att destabilisera vakuum. De förekommer flitigt i science fiction.

## Läget idag
Sabine Hossenfelder, tidigare vid Nordita i Stockholm, har i en populärvetenskaplig framställning (2014) sammanfattat vilka möjligheter som skulle kunna stå till buds. Hon tar upp den dubbelt speciella relativitetsteorin och annihilation samt en egen idé som går ut på att utnyttja ett kvantfysikaliskt fenomen 